# آلن (بازیکن فوتبال، زاده ۱۹۹۱)
آلان مارکس لوریرو (پرتغالی: Allan Marques Loureiro؛ زادهٔ ۸ ژانویهٔ ۱۹۹۱) که با نام آلان شناخته می‌شود، بازیکن فوتبال اهل برزیل است که در پست هافبک برای تیم اورتون بازی می کند.
از باشگاه‌هایی که در آن بازی کرده‌است می‌توان به واسکو دوگاما، اودینزه و ناپولی اشاره کرد.